# Pennisetum rupestre
Pennisetum rupestre är en gräsart som beskrevs av Mary Agnes Chase. Pennisetum rupestre ingår i släktet borstgräs, och familjen gräs. Inga underarter finns listade i Catalogue of Life.